# My Dear Loser
My Dear Loser est une série se composant de trois histoires : My Dear Loser: Edge of 17, My Dear Loser: Monster Romance et My Dear Loser: Happy Ever After.
Un épisode séquel exclusif centré sur le couple In/Sun a été diffusé le 30 novembre 2018 sur LINE TV dans Our Skyy.

## My Dear Loser: Edge of 17
Chronologie
My Dear Loser: Monster Romance

### Distribution

#### Acteurs principaux
- Korapat Kirdpan "Nanon": Oh
- Ramida Jiranorraphat "Jane": Peach
- Wachirawit Ruangwiwat "Chimon": Sun
- Purim Rattanaruangwattana "Pleum": In

#### Acteurs récurrents
- Pronpiphat Pattanasettanon "Plustor": Copper
- Napasorn Weerayuttvilai "Puimek": Ainam
- Achirawich Saliwattana "GunAchi": Ken
- Apichaya Saejung "Ciize": Moji
- Thanat Lowkhunsombat "Lee": Pong
- Harit Cheewagaroon "Sing": Jued
- Nachat Juntapun "Nicky": Jack
- Tipnaree Weerawatnodom "Namtan": On

|                                            |
| Wachirawit Ruangwiwat l'interprète de Sun. |

|                                               |
| Purim Rattanaruangwattana l'interprète de In. |

|                                                    |
| Pronpiphat Pattanasettanon l'interprète de Copper. |

|                                            |
| Thanat Lowkhunsombat l'interprète de Pong. |

|                                          |
| Harit Cheewagaroon l'interprète de Jued. |

## My Dear Loser: Monster Romance
Chronologie
My Dear Loser: Edge of 17 My Dear Loser: Happy Ever After

### Distribution

#### Acteurs principaux
- Thanat Lowkhunsombat "Lee": Pong
- Worranit Thawornwong "Mook": Namking

#### Acteurs récurrents
- Harit Cheewagaroon "Sing": Jued
- Nachat Juntapun "Nicky": Jack
- Tipnaree Weerawatnodom "Namtan": On
- Phakjira Kanrattanasood "Nanan": Kit
- Chanagun Arpornsutinan "Gunsmile": Tae
- Vonthongchai Intarawat "Tol": Pok
- Orn-anong Panyawong "Orn": la mère de Pong
- Neen Suwanamas: Emma
- Puttichai Kasetsin "Push": Ton

|                                            |
| Thanat Lowkhunsombat l'interprète de Pong. |

|                                               |
| Worranit Thawornwong l'interprète de Namking. |

|                                          |
| Harit Cheewagaroon l'interprète de Jued. |

|                                             |
| Vonthongchai Intarawat l'interprète de Pok. |

## My Dear Loser: Happy Ever After
Chronologie
My Dear Loser: Monster Romance

### Distribution

#### Acteurs principaux
- Esther Supreeleela: Koya
- Puttichai Kasetsin "Push": Ton

#### Acteurs récurrents
- Sivakorn Lertchuchot "Guy": Otto

#### Acteurs invités
- Korapat Kirdpan "Nanon": Oh
- Wachirawit Ruangwiwat "Chimon": Sun
- Purim Rattanaruangwattana "Pleum": In

|                                            |
| Sivakorn Lertchuchot l'interprète de Otto. |

|                                            |
| Wachirawit Ruangwiwat l'interprète de Sun. |

|                                               |
| Purim Rattanaruangwattana l'interprète de In. |